# 徳永村 (岐阜県武儀郡)
徳永村（とくながむら）は、かつて岐阜県武儀郡に存在した村である。
現在の山県市徳永に該当する。

## 歴史
- 1889年（明治22年）7月1日 - 町村制により徳永村発足。
- 1897年（明治30年）4月1日 - 田栗村、椿村、笹賀村、佐野村と合併し、北武芸村が発足。同日徳永村は廃止される。